# Açoriano Oriental
L'Açoriano Oriental è il più antico quotidiano portoghese in circolazione. È stato fondato il 18 aprile 1835 sull'isola di São Miguel.

## Storia
Fu fondato Manuel António de Vasconcelos, quattro mesi dopo l'introduzione in Portogallo della prima legge sulla libertà di stampa. L'idea di Vasconcelos era quella di pubblicare un giornale settimanale a carattere regionale per l'isola di São Miguel, che mescolasse il servizio pubblico e gli aspetti comunitari con la politica e il giornalismo. Si trattava di una testata vicina alla monarchia costituzionale e che appoggiava gli interessi dei contadini delle Azzorre.
Nonostante le difficoltà l'Açoriano Oriental ha continuato le pubblicazioni settimanali fino al 1º gennaio 1979, quando dopo essere stato acquisito da Impraçor, è diventato un quotidiano. Nel novembre 1996, la testata è stata integrato in Açormedia, una holding costituita da Impraçor e dal Grupo Lusomundo, dominato da Controlinveste Media (oggi azionista di maggioranza).
Il suo ruolo locale e i diversi anni di pubblicazione gli hanno conferito l'onore di essere il più antico giornale portoghese, uno dei dieci più antichi quotidiani pubblicati ininterrottamente e il più longevo giornale per nome.[2] Per il ruolo di riferimento nella comunità delle Azzorre e la sua longevità, nel 1999 l'Açoriano Oriental è stato insignito dallo Stato portoghese dell'Ordine dell'infante Dom Henrique.